# Tom Johnson (Komponist)
Tom Johnson (* 18. November 1939 in Greeley (Colorado); † 31. Dezember 2024) war ein US-amerikanischer Komponist und Musikkritiker, der seit 1983 in Paris lebte.

## Werdegang
Johnson studierte am Yale College in New Haven (Connecticut) u. a. bei Elliott Carter (Abschlüsse 1961 und 1967) und privat bei Morton Feldman (1965/66). Bekannt wurde er als Komponist von Werken mit extrem reduziertem Tonvorrat oder musikalischem Material, z. B. der etwa einstündigen Four note opera (1972), die nicht mehr als vier Tonhöhen in allen möglichen Abfolgen benutzt und durchspielt. Dabei werden diese mit Hilfe mathematischer Prozesse und Modelle konstruiert, was zum kompositorischen Hauptprinzip von Johnsons musikalischer Arbeit wurde.
Zwischen 1972 und 1982 schrieb Johnson wöchentlich Musikkritiken für das New Yorker Magazin Village Voice, vor allem über Aufführungen der damals aufkommenden Minimal Music und wurde so zu einem authentischen Hauptzeugen der Entstehung dieses musikalischen Stils. Diese Kritiken wurden später auch als Buch veröffentlicht. Weitere Bücher folgten. 
Johnson war mit der spanischen Performance-Künstlerin Esther Ferrer verheiratet.

## Stil
Stilistisch ist Tom Johnson zwar der Minimal Music zuzurechnen, doch seine individuelle Ausprägung dieser Richtung macht seine Musik in diesem Kontext kaum vergleichbar. Dabei benutzt Johnson gern mathematische Formeln, Theoreme, Zahlenpyramiden oder Zahlenspiele, die er melodisch oder rhythmisch konsequent auf die Musik – vor allem auf das Klavier – überträgt. Aber auch sein einziges Streichquartett Formula besteht aus acht Sätzen, denen jeweils eine mathematische Formel zugrunde liegt. Diesen logisch-rationalen Kompositionsprinzipien stehen seit den 80er Jahren grafische Partituren in Form von Zeichnungen gegenüber (Symmetries für Klavier zu vier Händen), die relativ frei zu interpretieren sind.

## Werke
Eine der ersten Kompositionen, mit der Johnson diesen Weg konsequent beschreitet, ist die Arbeit Nine Bells (1979). Sein kommerziell erfolgreichstes Werk dürfte die Riemann-Oper (1988) sein, in der diverse Artikel aus Hugo Riemanns Musiklexikon vertont wurden. So gibt es ein Rezitativ zum Lexikontext Rezitativ und eine Arie zum Lexikontext Arie usw.; das Werk erfuhr zahlreiche Produktionen vor allem auch an europäischen Theatern. Als eines seiner Hauptwerke gilt das abendfüllende Bonhoeffer-Oratorium (1988–92).

## Veröffentlichungen
- The Voice of New Music. New York City 1972–1982; a collection of articles originally publishes in the „Village Voice“. Het Apollohuis, Eindhoven 1989, ISBN 90-71638-09-X. (steht zum freien Download zur Verfügung)
- Self-Similar Melodies. Editions 75, Paris 1996, ISBN 2-907200-01-1
- Finding Music. Writings/Schriften 1961–2018 (EN/DE), Köln: Edition MusikTexte, 2019, ISBN 978-3-9813319-5-0
- Other Harmony beyond tonal and atonal. Editions 75, Paris 2014, ISBN 978-2-907200-02-8